# Hainbuchenminiermotte

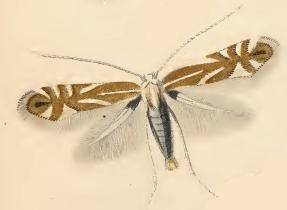
Illustration eines gespannten Falters

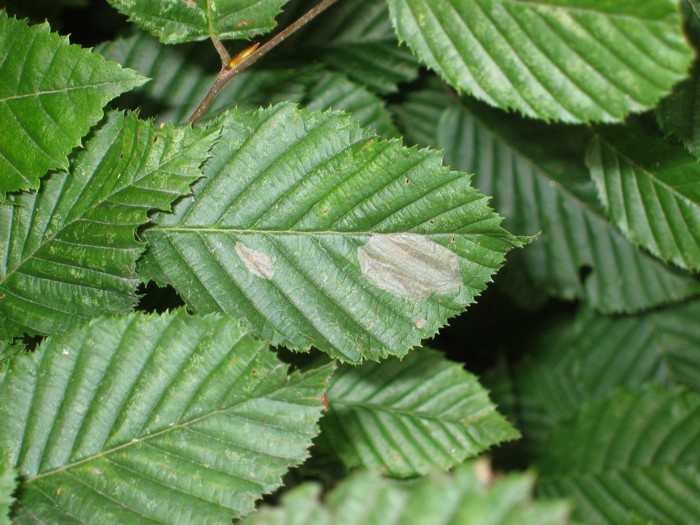
Platzmine einer Raupe

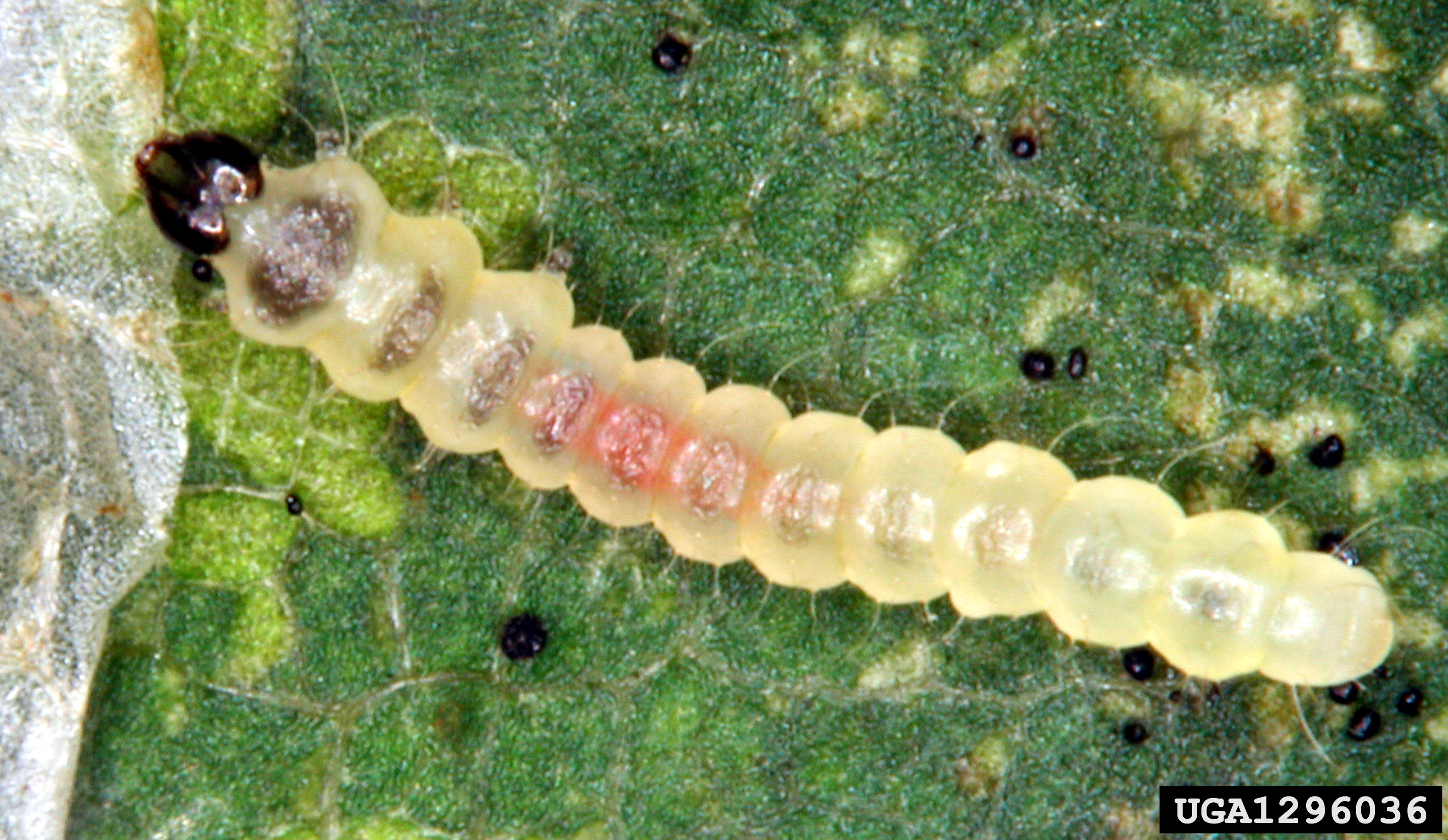
Raupe

Die Hainbuchenminiermotte (Phyllonorycter esperella) ist ein Schmetterling aus der Familie der Miniermotten (Gracillariidae).

## Merkmale
Die Falter der Hainbuchenminiermotte zählen zu den Kleinschmetterlingen und erreichen eine Größe von 7–9 mm. Die Vorderflügel der Falter besitzen ein weiß-braun gestreiftes Muster.

## Verbreitung
Die Hainbuchenminiermotte kommt in der westlichen Paläarktis vor. In Europa ist die Art weit verbreitet. Sie kommt in Mittel-, Ost- und Südosteuropa vor. Im Norden reicht ihr Vorkommen bis nach Nordengland und Südschweden. Auf der Iberischen Halbinsel fehlt die Art.

## Lebensweise
Die Art bildet zwei Generationen pro Jahr. Die Falter beobachtet man gewöhnlich im Mai sowie im Spätsommer ab August. Wirtspflanzen der Mottenart bilden Hainbuchen (Carpinus) und Hopfenbuchen (Ostrya), insbesondere die (Gemeine) Hainbuche (Carpinus betulus). Die Hainbuchenminiermotte gehört zu einer kleineren Gruppe von Miniermottenarten, deren Raupen sich in einer Platzmine auf der Blattoberseite ihrer Wirtspflanzen entwickeln. Die silbrig-weiß glänzende Mine ist anfangs rundlich, später wird sie ovalförmig. Schließlich bewirkt die Mine, dass sich das Blatt über diese faltet. Anfangs besitzt die Raupe noch keine Beine. Sie wird etwa 5 mm lang. Schließlich verpuppt sie sich in der Mine. Die Art überwintert als Puppe.

## Taxonomie
In der Literatur finden sich folgende Synonyme:
- Tinea esperella Goeze, 1783
- Tinea quinnata Fourcroy, 1785
- Lithocolletis carpinicolella Stainton, 1851
- Lithocolletis carpinicolella
- Lithocolletis esperella
- Lithocolletis quinnata
- Phyllonorycter carpinicolella
- Phyllonorycter quinnata